# Château de Marselisborg
Le château de Marselisborg (Marselisborg Slot en danois) est un château danois, résidence d'été du roi Frederik X. 

## Histoire
Le roi Frederik III vendit en 1661 le domaine à Gabriel Marselis, un créditeur hollandais. Installé dans la région d'Aarhus, l'un des fils du marchand, Constantin Marselis, éleva le domaine qui devint une baronnie et le nomma Marselisborg (Château de Marselis). Le domaine changea ensuite plusieurs fois de propriétaire jusqu'en 1896, lorsqu'il fut acquis par la ville d'Aarhus. Le château fut construit entre 1899 et 1902 par Hack Kampmann et offert en cadeau de mariage au prince Christian et à la princesse Alexandrine, devenant la résidence d'été du roi.
Le château fut cédé à la princesse Margrethe et au prince Henrik par le roi Frédéric IX en 1967. Il est depuis la résidence d'été de la reine, et est également occupé à Pâques et à Noël.

## Le parc
Le château est entouré d'un parc à l'anglaise de 13 hectares avec des pelouses, des étangs, des collines plantées d'arbustes, une roseraie et un potager. Il abrite également des œuvres d'art.
Le parc est ouvert au public quand la reine n'y réside pas. Lorsque le souverain est présent, le public peut observer la relève de la Garde Royale à midi.